# Levallois SCTT
Levallois SCTT (pełna nazwa Levallois Sporting Club Tenis de Table) – francuski klub tenisa stołowego. Powstały w 1967 r. Często nazywany po prostu Levallois. Klub jest sponsorowany przez japońską firmę tenisa stołowego Butterfly.

## Historia
Klub został założony w 1967 r. w Levallois-Perret. 12 lat później wystartował w mistrzostwach Francji w tenisie stołowym. W 1985 r. do klubu przybył Jacques Secrétin. W latach 1987–1988 klub zdobył swój pierwszy tytuł mistrza Francji i klubowe mistrzostwo Europy. W latach 1987–2001 klub nieprzerwanie zdobywał mistrzostwo Francji. W 1995 r. klub doszedł do finału klubowych mistrzostw Europy, gdzie przegrał z Royal Villette Charleroi. W następnym roku także doszedł do finału klubowych mistrzostw Europy, a trzech graczy tego klubu (Jean-Philippe Gatien, Patrick Chila oraz Christophe Legoût) pojechało na igrzyska olimpijskie w Atlancie. W roku 1999 Levallois zdobył klubowy puchar świata. W latach 2002–2005 klub zdobywał wicemistrzostwo Francji, a w 2004 r. doszedł do finału klubowych mistrzostw Europy, gdzie przegrał z Borussią Düsseldorf. W roku 2008 klub wygrał mistrzostwo Francji. 

## Osiągnięcia
- 1 tytuł mistrza świata klubów
- 1 tytuł mistrza Europy
- 3 tytułów wicemistrza Europy
- 35 tytuły mistrzów Francji

## Sztab
Rada Dyrektorów
- Przewodniczący: Yannick Maillarda
- Wiceprzewodniczący: Bertrand Mayer
- Wiceprzewodniczący: Jean-Philippe Gatien
- Generalny sekretarz: Marie Moreau
- Skarbnik: Jean Moreau
- Skarbnik: Yvan Desirée

Sztab Techniczny
- Dyrektor techniczny: Lenaïc Loyant
- Trener: Marcel Elbaz
- Trener: Guillaume Germond
- Trener: Vincent Prével

## Zawodnicy
- Joo Se-hyuk
- Damien Eloi
- Patrick Chila
- Peter Karlsson
- Jonos Jakab